# Aplidium elegans
Aplidium elegans is een zakpijpensoort uit de familie van de Polyclinidae. De wetenschappelijke naam van de soort werd in 1872, als Fragarium elegans, voor het eerst geldig gepubliceerd door Giard.

## Beschrijving
De Aplidium elegans is een koloniale zakpijp die roze kussens vormt van 3 tot 4 cm lang. De zoïden zijn ingebed in een gemeenschappelijke mantel en gegroepeerd rond bochtige, onregelmatige cloacakanalen. De orale sifons zijn enigszins prominent en begrensd door acht kleine witte lobben. A. elegans komt voor in de Atlantische Oceaan, de Middellandse Zee en het Kanaal, vastgehecht aan rotsen.